# Коагулювання
Коагулювання — процес зсідання й випадання в осад частинок речовини з колоїдного розчину за допомогою солей слабких основ багатовалентних металів і сильних кислот. Результатом коагулювання є осад — коагулюм. Коагулювання викликане силами Ван-дер-Ваальса.
Коагуляція — завершений процес.